# Philip V. Palmquist
Philip Victor Palmquist (* 24. Januar 1914 in Duluth, Minnesota; † 3. Dezember 2002 in Almelund (Chisago County), Minnesota) war ein amerikanischer Chemieingenieur und Erfinder.

## Leben
Philip Victor Palmquist war bei der Minnesota Mining and Manufacturing Company (3M) beschäftigt und begann bereits Ende der 1930er Jahre mit der Entwicklung von reflektierendem Material, wie es heute zum Beispiel auch bei Verkehrsschildern verwendet wird. Neben seinen weiteren zahlreichen Erfindungen und Patenten wurde seine darauf basierende Entwicklung der reflektierenden Leinwand zur Grundlage für das Verfahren der Frontprojektion. Obwohl bereits vorher schon eingesetzt, wurde diesem Verfahren besondere Aufmerksamkeit zuteil, nachdem es von Stanley Kubrick in seinem Film 2001: Odyssee im Weltraum für die Eingangssequenz („Aufbruch der Menschheit“) verwendet wurde. Bei der Oscarverleihung 1969 gewann der Film den Preis für die besten visuellen Effekte und Palmquist erhielt den Academy Award of Merit. Eine weitere Oscar-Auszeichnung wurde ihm 1973 zuteil, als er zusammen mit Leonard L. Olson mit einem Academy Technical Achievement Award bedacht wurde.
1966 wurde er in die 3M Carlton Society aufgenommen. Damit ehrt 3M seit dem Jahr 1963 jene Mitarbeiter, welche sich durch besondere wissenschaftliche Errungenschaften hervorgetan haben.
Palmquist war von 1939 bis zu seinem Tod mit Ardell Dorothy Palmquist (geboren 1916 als Ardell Dorothy Knudtsen) verheiratet und Vater von fünf Kindern. Er starb am 3. Dezember 2002 im Alter von 88 Jahren.